# Brachymeria fijiensis
Brachymeria fijiensis is een vliesvleugelig insect uit de familie bronswespen (Chalcididae). De wetenschappelijke naam is voor het eerst geldig gepubliceerd in 1929 door Ferrière.